# 울산대학교
울산대학교(蔚山大學校, University of Ulsan)는 울산광역시 남구 무거동에 위치한 울산권역의 유일한 4년제 종합대학이다. 설립자는 현대그룹 창업자인 정주영 회장이다. 1970년 4년제 단과대학인 울산공과대학(蔚山工科大學, Ulsan Institute of Technology)으로 개교하여, 1985년 3월 1일에 울산을 대표하는 종합대학으로 승격하였다. 재단은 HD현대(舊 현대중공업그룹) 산하의 학교법인 울산공업학원.

## 역사

### 울산공과대학 설립
울산대학교는 사립대학이지만 중앙정부와 기업이 협력해 설립했다는 특수성이 있다. 1960년대 울산이 특정공업지구로 지정되고 대형 공장이 건설되면서 공업단지에서 일할 고급 기술인력의 양성을 필요로 하게 되고, 정부는 울산에 공과대학 설립을 구상하였다. 1968년에 경제기획원 투자진흥국장인 양윤세를 영국에 보내어 한국기술교육을 위한 영국 정부의 지원을 제안하였다. 영국 정부는 그 해 7월 해외개발성 기술교육 고문인 게일러(J. W. Gailer)를 대한민국에 파견하였고, 게일러는 귀국 후 9월에 '한국울산공과대학 설립에 관한 제의서'를 보고서로 제출하였다.
이를 바탕으로 대한민국 정부는 울산공과대학 설립 사업을 본격적으로 추진하여 1969년 2월 19일에 청와대에서 이후락(대통령비서실장), 권오병(문교부장관), 정주영(현대건설회장), 김창원(신진자동차사장), 이관(학장 내정자) 5명이 울산공과대학 설립발기를 하고, 4월 8일에 학교법인 울산공업학원의 설립이 인가되어 초대 이사장에 정주영이 취임하였다. 12월 24일에 울산공과대학 설립이 인가되고 초대 학장으로 원자력 연구소의 이관 박사가 취임하였다. 1970년 2월 20일에 입학시험을 실시, 2.5:1의 경쟁률로 5개 학과(기계공학과, 전기공학과, 금속공학과, 공업화학과, 토목공학과) 200명의 학생을 선발하고 9명의 교수를 선임하여 3월 16일에 개교 및 입학식을 가졌다.

### 종합대학으로 승격
1984년 울산시의 인구는 약 50만이 되었고, 인근의 울주, 양산, 경주, 월성, 포항까지 포함하면 133만이 되었다. 울산지역의 고등학교 41개교에서 매년 18,000여명의 졸업생이 배출되었고, 거기다 공과대학이라 여학생의 수용이 어려웠다. 또한 개교 당시 5개학과 200명이 23개학과 1,650명으로 늘어나고, 9명이던 교수도 207명으로 늘어나 단과대학으로 남기에는 규모가 비대해졌다.
1977년부터 종합대학 승격 계획이 세워지고, 1979년 비공학계열인 경영학과와 응용물리학과, 1980년에는 영어영문학과가 신설되었다. 1981년에 '종합대학화추진위원회'가 구성되었고, 1983년에는 '대학발전기획위원회'로 확대개편되었다. 1984년 5월에 '1985학년도 대학 학생정원 조정 및 종합대학 개편 신청서'를 문교부에 제출하여 10월에 종합대학 승격 인가를 받고, 종합대학인 울산대학교가 출범하였다.

### 승격 이후
1983년 7월 26일에서 2014년 2월 5일까지 정몽준 새누리당 의원이 이사장을 역임하였다. 2014년 2월 5일, 학교법인 울산공업학원 이사회는 울산공업학원 개방이사인 정정길 전 한국학중앙연구원장을 신임 이사장으로 선임하였다. 이후 정몽준 전 이사장은 명예이사장으로 추대되었다.
현재 11개 단과대학, 29개 학부 및 학과, 57개 전공, 6개 대학원을 두고 있다.

## 역대 이사장
- 초대: 정주영 (1969~1970)
- 2대: 이후락 (1970~1977)
- 3대: 정주영 (1977~1983)
- 4대: 정몽준 (1983~2014)
- 5대: 정정길 (2014~2020)
- 6대: 김도연 (2020~ )

## 역대 총장
거의 전직 장관급 인사이거나 이후에 장관급 직위에 오른 사람들이다.
```
* 제1대 이관 (1985~1988) : 前 과학기술처 장관(1988), 前 한국가스공사 이사장(1989)
* 제2•3대 
이상주
 (1988~1996) : 김대중 정부 대통령비서실장.
* 제4대 구본호 (1996~2000) : 前 한국개발연구원(KDI) 원장
* 제5대 배무기 (2000~2003) : 前 한국노동연구원장, 前 대통령자문 교육인적자원정책위원회 위원장
* 제6•7대 
정정길
 (2003~2008) : 前 
서울대학교 행정대학원
 교수, 前 대통령실장, 울산공업학원 제5대 이사장.
* 제8대 
김도연
 (2008~2011) : 前 교육과학기술부 장관, 前 
포항공과대학교
 총장, 울산공업학원 제6대 이사장
* 제9대 이철 (2011~2015) : 前 울산대학교병원장, 前 울산대학교 의무부총장
* 제10•11•12대 
오연천
 (2015~) : 前 
서울대학교
 총장.
```

## 개설학과
- 의과대학(울산대학교 의과대학은 아산재단의 후원을 받아, 서울특별시 서울아산병원 옆에 의과대학 건물이 존재한다.)
  - 의예과
  - 의학과
  - 간호학과, 간호학전공
- 디자인학부
  - 제품, 환경디자인학전공
  - 시각디자인학전공
  - 디지털콘텐츠디자인학전공
- 건축학부
  - 실내디자인학전공
  - 건축학전공
  - 건축공학전공
- 인문대학
  - 국어국문학부
  - 국어국문학전공
  - 국제학부
  - 영어영문학전공
  - 일본어, 일본학전공
  - 중국어, 중국학전공
  - 프랑스어, 프랑스학전공
  - 스페인, 중남미학전공
  - 역사문화학과
  - 철학과
  - 영어과(야간)
- 자연과학대학
  - 수학과, 수학전공
  - 물리학과, 물리학전공
  - 화학과, 화학전공
  - 생명과학부
  - 생명공학전공
  - 의생명과학전공
- 스포츠과학부
  - 생활체육전공
  - 운동건강관리전공
- 사회과학대학
  - 사회과학부
  - 경제학전공
  - 행정학전공
  - 국제관계학전공
  - 사회, 복지학전공
  - 법학전공
  - 경찰학전공
  - 행정학과(야간)
- 경영대학
  - 경영학부
  - 경영학전공
  - 글로벌경영학전공
  - 경영학전공(야간)
  - 경영정보학과
  - 경영정보학전공
  - 회계학과, 회계학전공
- 공과대학
  - 기계공학부
  - 기계자동차공학전공
  - 항공우주공학전공
  - 조선해양공학부
  - 조선해양공학전공
  - 산업경영공학부
  - 산업경영공학전공
  - 전기공학부
  - 전기전자공학전공
  - 의공학전공
  - 화학공학부
  - 화학공학전공
  - 첨단소재공학부
  - 재료공학전공
  - IT융합학부
  - IT융합전공
  - 건설환경공학부
  - 건설환경공학전공
- 생활과학대학
  - 생활과학부
  - 아동, 가정복지학전공
  - 주거환경학전공
  - 식품영양학전공
  - 의류학전공
- 음악대학
  - 음악학부
  - 성악전공
  - 피아노전공
  - 관현악전공
- 미술대학
  - 미술학부
  - 동양화전공
  - 서양화전공
  - 조소전공
  - 섬유디자인학전공
- 대학원
  - 일반대학원
  - 교육대학원
  - 정책대학원
  - 경영대학원
  - 산업대학원
  - 자동차선박기술대학원